# Vestingwerken van Zwartsluis
De vestingwerken van Zwartsluis (ook bekend als Fortresse Zwartsluis) waren het stelsel van schans, bastions en toegangspoorten in het Nederlandse dorp Zwartsluis, provincie Overijssel. Van de vestingwerken zijn geen zichtbare restanten behouden gebleven, afgezien van een deel van de omgrachting.

## Geschiedenis
Zwartsluis is ontstaan rond de middeleeuwse sluizen in het Meppelerdiep. Dankzij de scheepvaart en turfwinning ontwikkelde zich hier een kleine nederzetting. Zwartsluis bleek tevens van strategisch belang: het dorp lag niet alleen langs belangrijke waterwegen, maar ook de enige begaanbare zandwegen liepen via Zwartsluis. In 1521 deed de Gelderse hertog Karel van Gelre dan ook een poging om in Zwartsluis een blokhuis te bouwen, maar de steden Kampen en Hasselt wisten dit te voorkomen. Karel viel in 1527 nogmaals Overijssel binnen en liet overste Willem Waterman in Zwartsluis alsnog een bolwerk aanleggen, omgeven door een aarden omwalling, zodat er nu een schans was ontstaan. Een jaar later werd Overijssel echter overgedragen aan keizer Karel V, waarna zijn stadhouder George Schenck van Toutenburg ten strijde trok tegen de Gelderse troepen. Hij liet de stad Kampen een leger sturen richting Zwartsluis, maar nog voordat het beleg begon gaf de Gelderse bezetting zich over.

### Tachtigjarige Oorlog
De schans van Zwartsluis werd in 1580 bezet door geuzenleider Diederik Sonoy. Hij versterkte de schans zodanig dat er een fortresse ontstond met vijf bolwerken en drie toegangspoorten. Voortaan kon de schans een vast garnizoen huisvesten.
In oktober 1580 sloeg de Spaansgezinde stadhouder George van Lalaing, de graaf van Rennenberg, het beleg op voor Steenwijk. In Zwartsluis werden nu Staatse troepen gelegerd onder leiding van hopman Hans Stuper, met als doel om het belegerde Steenwijk te hulp te schieten. Uit vrees voor een aanval door de graaf van Rennenberg besloot Stuper de schans van Zwartsluis te verlaten en de bebouwing in brand te steken. Al snel wist een nieuw Staats leger onder John Norris opnieuw Zwartsluis te bezetten en voerde hierna aanvallen uit op de belegeraars rondom Steenwijk. Een poging van de graaf van Rennenberg om Zwartsluis in te nemen, mislukte.
In 1590 inspecteerde Adriaan Anthonisz. de schans en constateerde diverse gebreken, waaronder een gebrek aan huisvesting voor het garnizoen. Pas in 1605 kwam het daadwerkelijk tot verbeteringen onder de bouwmeesters Lucas Jansz. en Lodewijk van Duren.
Het Twaalfjarig Bestand tussen Spanje en de Republiek liep in 1621 ten einde. Het bleek dat in die twaalf jaar de vesting weer in verval was geraakt, zodat in 1624 opnieuw herstelwerk nodig was. Er kwam een nieuwe wal met stenen muur in het Meppelderdiep en er werd een vrij schootsveld gerealiseerd van 200 meter rondom de gracht door de aanwezige bebouwing af te breken.

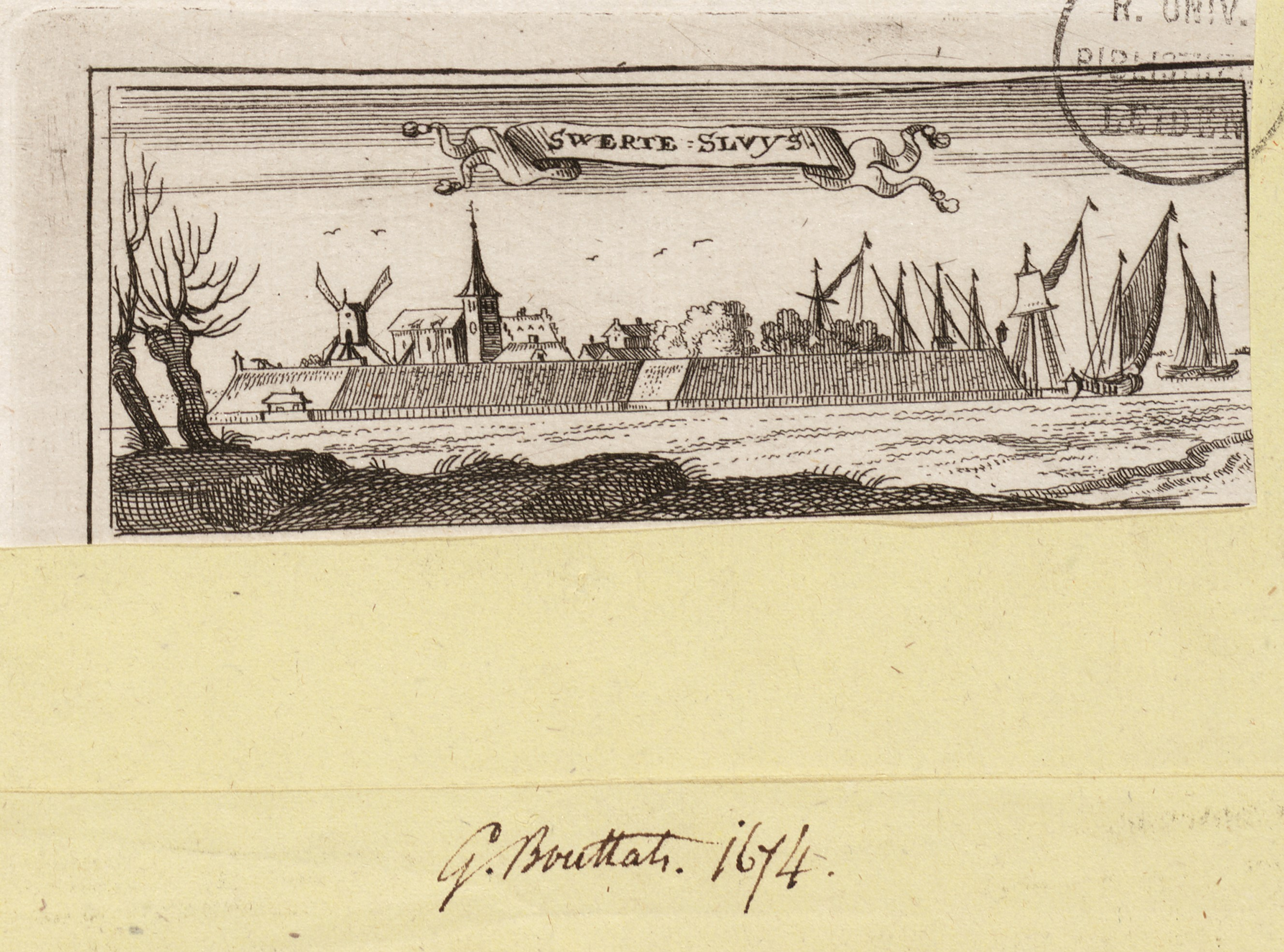
Zwartsluis in 1675

Tussen 1642 en 1648 werd er tevens een stenen muur gebouwd aan de zijde van het Zwarte Water en langs de dijk.

### Verval en herstel
Na de Vrede van Münster in 1648 ontstonden weer nieuwe problemen met de vesting. In 1649 zorgde een dijkdoorbraak ervoor dat de pas aangelegde stenen muur en delen van een bastion instortten. Het herstel was in 1652 afgerond.
Politieke conflicten in Overijssel zorgden ervoor dat tot 1657 de vesting verder werd verwaarloosd. In 1658 werd begonnen met reparatiewerk aan de Vollenhoofsepoort. Het herstellen van de vervallen courtine bij de Hasselterpoort was lastig omdat diverse grondeigenaren dwars lagen. Uiteindelijk kon het herstel van de wallen pas in 1660 plaatsvinden. Rond 1665 was de schans in een redelijke staat maar er waren nog wel zorgen over de toegangspoorten, want die bleken in slechte conditie.
Bij de Eerste Münsterse Oorlog werd Zwartsluis niet aangevallen. De troepen van de Münsterse bisschop Bernard von Galen kwamen wel dichtbij, maar wisten Zwartsluis niet te bereiken.
In 1666 bleek bij een inspectie de houten brug van de Meppelerpoort te zijn afgebroken. De verdwenen brug was pas in 1671 weer herbouwd.

### Rampjaar
In het Rampjaar 1672 viel bisschop Bernard von Galen met zijn troepen Zwartsluis aan en wist de schans zonder problemen te bezetten. Staatse pogingen tot herovering liepen op niets uit. Intussen versterkte de bisschop de schans.
In 1674 werd de vrede getekend en kreeg de Republiek weer controle over Zwartsluis.

### Einde vesting
Na 1674 was er voor de Fortresse Zwartsluis geen rol meer weggelegd. Overijssel had geen zin om dergelijk dure verdedigingswerken te onderhouden terwijl ze voor het gewest zelf van weinig militair belang waren. Ook de Raad van State van de Republiek wenste niet meer te investeren omdat volgens hen de vesting geen functie meer had voor de landsverdediging.
Het gebrekkige onderhoud maakte dat in 1688 werd vastgesteld dat de schans in feite niet meer bruikbaar was. In 1694 werden de inspecties door de Raad van State zelfs helemaal gestaakt. Het magazijn werd overgebracht naar Hasselt.
In 1709 spoelde de muur van het Vollenhoofsebolwerk weg en begon de wal af te brokkelen. In 1719 werden de wallen bebouwd met huizen en in 1722 was Zwartsluis definitief geen vesting meer. De barakken hielden het nog vol tot 1809. De wallen waren eigenlijk alleen nog van belang als waterkering.
Latere uitbreidingen van Zwartsluis hebben de schans nagenoeg geheel doen verdwijnen.

## Beschrijving
Op de kaart van Joan Blaeu van 1649 staat de schans afbeeld met aarden wallen en vijf bastions. Rondom ligt een gracht. De schans kent drie houten toegangspoorten: de Vollenhoofsepoort, Hasselterpoort en Meppelerpoort. Deze waren genoemd naar de steden waarop ze waren georiënteerd, net als het Vollenhoofsebolwerk en Meppelerbolwerk. Op het Meulenbolwerk stond een windmolen. Een staketsel in het Meppelerdiep controleerde de scheepvaart.

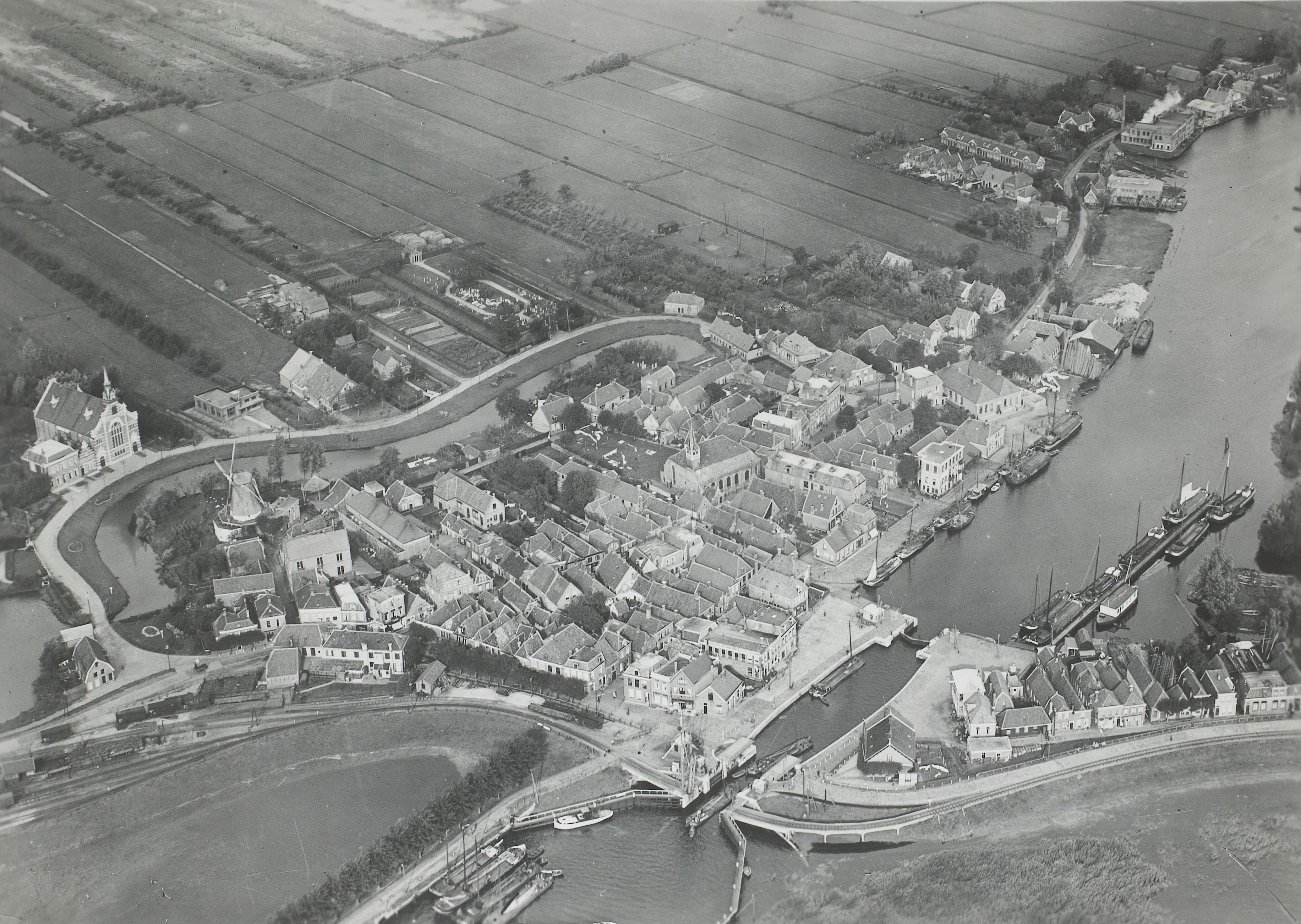
Zwartsluis in de periode 1920-1930

Bisschop Bernard von Galen had tijdens de bezetting van Zwartsluis in de jaren 1672-1674 de schans versterkt: de wallen waren opgehoogd, er waren palissaden en doornstruiken aangebracht, en de poorten waren versterkt. Bij de Vollenhoofsepoort was een stenen redoute gebouwd.
Nadat de vesting eind 17e eeuw in onbruik raakte, verdween de schans steeds meer uit het straatbeeld. In het huidige stratenplan van Zwartsluis is de schans nauwelijks meer te herkennen. Van de gracht zijn slechts kleine delen bewaard gebleven als Singelgracht. In de bodem bevinden zich nog delen van de oude muren, zoals de muur uit 1642 die in 2011 bij graafwerk aan de Stationsweg tevoorschijn kwam. 
Alkmaar · Amsterdam · Blokzijl · Borculo · Bredevoort · Coevorden · Delden · Enschede · Goor · Haarlem · Hattem · 's-Hertogenbosch · Huissen · Klundert · Lochem · Maastricht · Montfoort · Naarden · Ommen · Ootmarsum · Rhenen · Roermond · Rijssen 
· Sittard · Sneek · Steenbergen · Terborg · Valkenburg · Zaltbommel · Zwartsluis · Zwolle